# Tentativa de golpe de Estado na República do Congo em 1972
Em 22 de fevereiro de 1972, uma facção leal a Ange Diawara tentou um golpe contra o presidente Marien Ngouabi, na República do Congo. Joachim Yhombi-Opango foi fundamental para acabar com o golpe. Depois de mais de um ano evadindo à captura, Diawara foi emboscado e morto por forças leais a Ngouabi.